# 臍帯動脈
臍帯動脈（さいたいどうみゃく）は、単に臍動脈ともいい、胎児期において、胎児から胎盤へ血液を送る動脈。
胎児の左右の内腸骨動脈から1本ずつ出て、臍を通って胎盤に向かう。臍帯内では臍帯静脈とらせんを描くように絡み合っている。名前は動脈であるが、中を流れる血液は酸素分圧が低く老廃物を多く含む静脈血（通常の体静脈内を流れる血液）である。